# Retrospective I
| Оценки критиков               | Оценки критиков |
| Источник                      | Оценка          |
| ----------------------------- | --------------- |
| Allmusic                      | [ 1 ]           |
| The Rolling Stone Album Guide | [ 2 ]           |

Retrospective I — сборник лучших песен канадской рок-группы Rush, изданный в 1997 году. Охватывает первое десятилетие творческого пути группы.
В 2006 году сборник стал первым диском компиляции Gold, кроме песни «Something for Nothing», которая была заменена на «Working Man».

## Список композиций
| №                   | Название                  | Альбом              | Длительность |
| ------------------- | ------------------------- | ------------------- | ------------ |
| 1.                  | «The Spirit of Radio»     | Permanent Waves     | 4:59         |
| 2.                  | «The Trees»               | Hemispheres         | 4:45         |
| 3.                  | «Something for Nothing»   | 2112                | 4:00         |
| 4.                  | «Freewill»                | Permanent Waves     | 5:24         |
| 5.                  | «Xanadu»                  | A Farewell to Kings | 11:07        |
| 6.                  | «Bastille Day»            | Caress of Steel     | 4:40         |
| 7.                  | «By-Tor and the Snow Dog» | Fly by Night        | 8:39         |
| 8.                  | «Anthem»                  | Fly by Night        | 4:24         |
| 9.                  | «Closer to the Heart»     | A Farewell to Kings | 2:55         |
| 10.                 | «2112 Overture»           | 2112                | 4:32         |
| 11.                 | «Temples of Syrinx»       | 2112                | 2:13         |
| 12.                 | «La Villa Strangiato»     | Hemispheres         | 9:37         |
| 13.                 | «Fly by Night»            | Fly by Night        | 3:22         |
| 14.                 | «Finding My Way»          | Rush                | 5:05         |
| Общая длительность: | Общая длительность:       | Общая длительность: | 75:42        |

## Участники записи
- Гедди Ли — вокал, бас-гитара, синтезаторы
- Алекс Лайфсон — гитары (электрогитара и акустическая)
- Нил Пирт — ударные, перкуссия
- Джон Ратси — ударные на «Finding My Way»